# エジプトの港湾
エジプトの港湾（エジプトのこうわん）は、地中海側と紅海側にある。

## 一覧
主要な港湾の一覧

### 地中海側
- ポートサイド港
  - ポートサイド西港（アラビア語版）
  - ポートサイド東港（アラビア語版）
    - スエズ運河コンテナターミナル（英語版）
- アレクサンドリア港（英語版）
- ディムヤート港（ダミエッタ港（英語版）)

### 紅海側
- スエズ港
- アダビーヤ港（アラビア語版）
- ソフナ港（アラビア語版）（アイン・スクナ）

## 機関
- スエズ運河庁
- アレクサンドリア港湾公社（アラビア語版）
- ダミエッタ港湾公社（アラビア語版）
- ポートサイド港湾公社（英語版）
- 紅海港湾公社（英語版）